# Pternopetalum
Pternopetalum – rodzaj roślin z rodziny selerowatych (Apiaceae). Obejmuje 21 gatunków. Zasięg rodzaju obejmuje wschodnią Azję od Himalajów poprzez północną część Półwyspu Indochińskiego, Chiny, Półwysep Koreański po Japonię. Centrum zróżnicowania stanowią Chiny, w których rośnie 19 endemitów z tego rodzaju.

## Morfologia
PokrójRośliny zielne – byliny i roczne, z wrzecionowatym korzeniem i prosto wzniesioną łodygą.
LiścieOdziomkowe ogonkowe, z pochwą liściową. Liście łodygowe podobne do odziomkowych lub odmienne, często o zredukowanej blaszce lub całkiem nieobecne.
KwiatyZebrane w baldachy złożone, z baldaszkami kończącymi ich odgałęzienia, których jest od kilku do ok. 40. Odgałęzienia kwiatostanu są wzniesione w czasie kwitnienia i szeroko rozpostarte i wydłużone w czasie owocowania. Pokryw zwykle brak, natomiast pokrywek jest zwykle kilka, równowąsko lancetowatych i nierównych długością. Poszczególne baldaszki zawierają tylko kilka (do 5) kwiatów na bardzo różnej długości szypułkach. Kielich z wyraźnymi, trójkątnymi lub szydlastymi ząbkami albo bywają one też silnie zredukowane. Płatki korony białe lub czerwonawe, jajowate do silniej wydłużonych, także jajowatego kształtu, zwykle ku szczytowi silnie zwężone i zagięte, ale czasem też płasko rozpostarte. Stylopodium stożkowate i przechodzące w wyprostowane szyjki słupka, długie lub krótkie.
OwoceRozłupnie rozpadające się na dwie jajowate lub eliptyczno jajowate, bocznie spłaszczone rozłupki, nagie, z 5 żebrami.

## Systematyka
Pozycja systematyczna
Rodzaj z podrodziny Apioideae, rodziny selerowatych Apiaceae.
Wykaz gatunków
- Pternopetalum arunachalense Bhaumik & P.Satyanar.
- Pternopetalum bipinnatum Li S.Wang
- Pternopetalum botrychioides (Dunn) Hand.-Mazz.
- Pternopetalum caespitosum R.H.Shan
- Pternopetalum cuneifolium (H.Wolff) Hand.-Mazz.
- Pternopetalum davidi Franch.
- Pternopetalum delavayi (Franch.) Hand.-Mazz.
- Pternopetalum gracillimum (H.Wolff) Hand.-Mazz.
- Pternopetalum latipinnulatum (R.H.Shan) J.B.Tan & X.J.He
- Pternopetalum leptophyllum (Dunn) Hand.-Mazz.
- Pternopetalum molle (Franch.) Hand.-Mazz.
- Pternopetalum monophyllum J.B.Tan & X.J.He
- Pternopetalum nudicaule (H.Boissieu) Hand.-Mazz.
- Pternopetalum paucifoliolatum J.F.Ye, X.Jie Li & Ce H.Li
- Pternopetalum porphyronotum J.B.Tan
- Pternopetalum rosthornii (Diels) Hand.-Mazz.
- Pternopetalum senii Deb & Ratna Dutta
- Pternopetalum subalpinum Hand.-Mazz.
- Pternopetalum tanakae (Franch. & Sav.) Hand.-Mazz.
- Pternopetalum trichomanifolium  (Franch.) Hand.-Mazz.
- Pternopetalum vulgare (Dunn) Hand.-Mazz.